# Ksenija Sidorova
Ksenija Sidorova (* 18. Mai 1988 in Riga) ist eine lettische klassische Akkordeonistin mit russischen Wurzeln.

## Leben
Angeregt durch ihre Großmutter, die in der Volksmusik ihrer Heimat verwurzelt war, begann Ksenija Sidorova im Alter von acht Jahren an einer Musikschule mit dem Akkordeonspiel. Sie wurde zunächst von Marija Gasele unterrichtet. Später studierte sie an der Royal Academy of Music in London bei Owen Murray und erwarb einen Abschluss als Master mit Auszeichnung.
Im Februar 2009 war sie eine Preisträgerin des Friends of the Royal Academy of Music Wigmore Award. Im Mai desselben Jahres hatte sie ihren Debüt-Auftritt in der Wigmore Hall. Im selben Jahr trat in der Park Lane Group Young Artists auf, The Times nannte sie „eine der echten Entdeckungen der Konzertreihe“. Es folgten zahlreiche weitere Auszeichnungen und Preise bei internationalen Wettbewerben. In der Schweiz trat sie auf beim Lucerne Festival, weitere internationale Auftritte führten sie nach Frankreich, Italien, Litauen, die USA, Deutschland und Norwegen. Sie musizierte in Radio- und Fernsehsendungen im Vereinigten Königreich, Frankreich und Deutschland, unter 2013 anderem in der Sendung Stars von Morgen mit Rolando Villazón. 2014 war sie Teil der Konzertreihe Night of the Proms. Im Februar und März 2015 trat sie in Israel auf; ihre Tournee führte sie in die Städte Jerusalem, Tel Aviv und Haifa.
Von der Saison 2015/16 bis 2017/18 war Ksenija Sidorova Künstlerin der Reihe Junge Wilde am Konzerthaus Dortmund.
Sie musizierte gemeinsam mit dem Belcea- und dem Sacconi-Quartett, dem Wiener Kammerorchester, den Trondheim Soloists, der Sinfonietta Riga, dem lettischen Symphonieorchester und dem lettischen Opernorchester. 2021 trat sie unter anderem beim Konzert zum französischen Nationalfeiertag und bei der Last Night of the Proms auf.
Im Frühjahr 2025 war Sidorova Artist in Residence beim Bodenseefestival, wo sie acht Konzerte gab, unter anderem mit einer Uraufführung eines Stücks für Akkordeon und Orchester von der Komponistin Dobrinka Tabakova.
Ksenija Sidorova ist Mutter von drei Kindern, geboren 2019, 2022 und 2023. Sie lebt zusammen mit ihrem spanischen Ehemann in Madrid.

## Musik
Ksenija Sidorovas Repertoire umfasst Klassisches von Bach über Mozart bis hin zu zeitgenössischen Kompositionen. Gerne stellt sie dem Publikum weniger bekannte Komponisten aus Osteuropa vor – aber auch bekanntere wie Astor Piazzolla. Generell spielt bei ihr der Tango eine große Rolle. Ständig erweitert sie ihr Repertoire und das des Akkordeons – sie möchte es dem Publikum als ernstzunehmendes, universell einsetzbares Instrument nahebringen, es vom Nimbus des „Umtata“ befreien, wie sie es scherzhaft nennt. Ständig auf der Suche nach Originalkompositionen, arbeitet sie intensiv mit zeitgenössischen Komponisten zusammen. Auch als Begleiterin von Chansons, für Popmusik-Einlagen und Improvisationen tritt sie gelegentlich auf.

## Auszeichnungen (Auswahl)
- Philharmonia Orchestra Friends Award
- Silbermedaille der Worshipful Company of Musicians (WCoM)
- Maisie Lewis Award
- WCoM Prince's-Preis
- Preis der Bryn Terfel Foundation
- Echo Klassik (Instrumentalistin des Jahres, 2017)

## Diskographie
- Classical Accordion, Champs Hill Records, 2011
- Fairy Tales, Champs Hill Records, 2013
- Carmen, Deutsche Grammophon, 2016